# Philip Pfaff
Philip Pfaff (ur. przed 27 lutego 1713 w Berlinie, zm. 4 marca 1766 tamże) – niemiecki dentysta, nadworny dentysta Fryderyka Wielkiego, autor pierwszych traktatów dentystycznych w Niemczech, obejmujących istotne obserwacje w dziedzinach anatomii, patologii, leczenia i protetyki (1755, Rozprawa o zębach ciała ludzkiego i ich schorzeniach). Opisał m.in. zastosowanie terpentyny w przypadku krwawień pozabiegowych i jako pierwszy założył koronę na odsłoniętą miazgę zębową, m.in. z wykorzystaniem złota. Jednym z pomysłów Pfaffa było także zastosowanie gipsowych odlewów zębów.
Philipp Pfaff urodził się najprawdopodobniej w Berlinie na początku 1713 roku. Dokładna data nie jest znana; Istnieje jednak wpis w księdze chrztów z 27 lutego 1713 w berlińskiej wspólnocie katedralnej, który sugeruje ten okres urodzenia. Był synem chirurga, jego ojciec, chirurg z Heidelbergu Johann Leonhard Pfaff, przybył do Berlina w 1710 i w 1726 awansował na stanowisko oficjalnego chirurga i prosektora w Charité. Philip studiował chirurgię w Charité, po przeszkoleniu chirurgicznym i zdaniu egzaminów Pfaff odbył służbę wojskową, brał udział w I wojnie śląskiej w latach 1740–1742 mógł znacznie poszerzyć swoją praktyczną wiedzę z zakresu leczenia ran i traumatologii narządu ruchu ok. 1751 zaprzestał praktyki  chirurgicznej poświęcając się stomatologii.